# Agaresuchus
Agaresuchus — вимерлий рід крокодиломорфа аллодапозухії євсухії з пізньої крейди (кампан-маастрихт) в Іспанії. Він включає два види, типовий вид Agaresuchus fontisensis і Agaresuchus subjuniperus, який спочатку був названий як вид спорідненого роду Allodaposuchus. Однак було запропоновано, що обидва види можуть належати до роду Allodaposuchus.